# Stainabjär

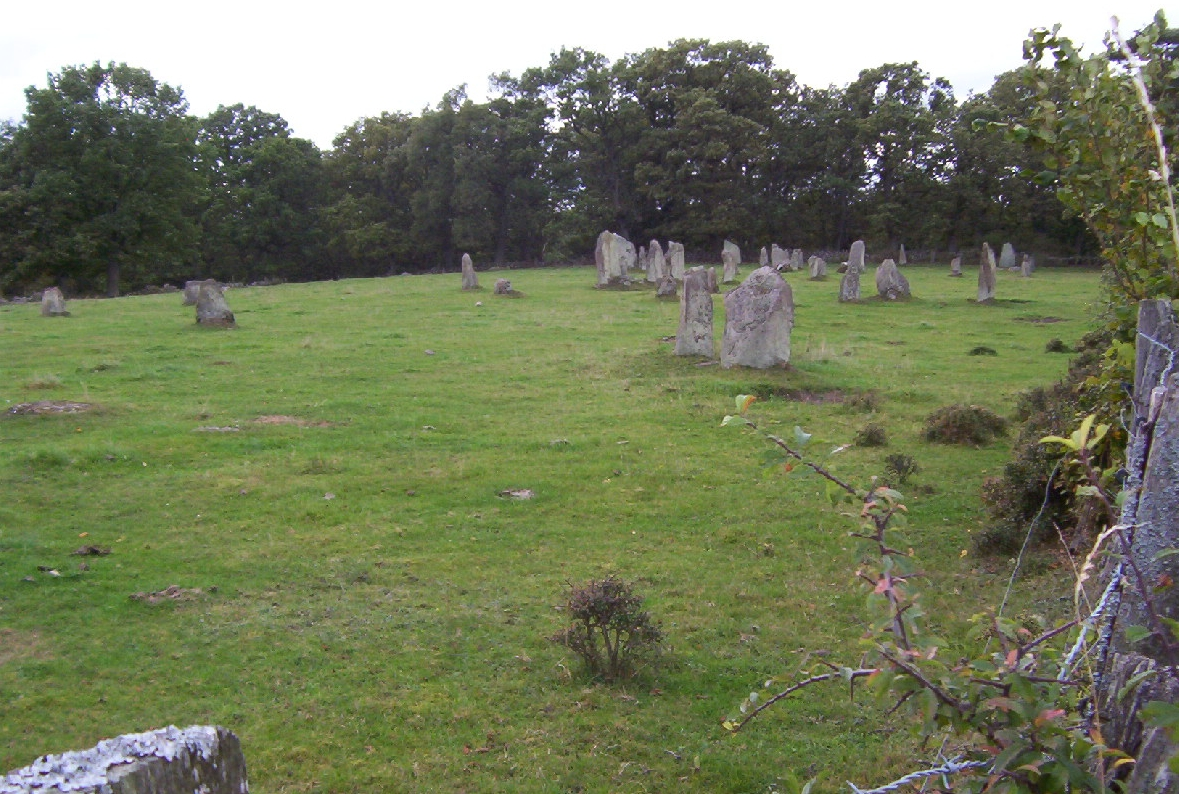
Stainabjär i Åraslöv

Stainabjär, "Ett berg med sten", är ett gravfält från järnåldern väster om Åraslöv i Vinslövs socken i Skåne. Det har 8 skeppssättningar, varav  man idag kan se tre med sammanlagt 79 resta stenar. 
Gravfältet är inte lika välbehållet som Ales stenar men till omfattningen större, fast inte lika stort som Vätteryds gravfält.
I trakten runt Stainabjär sägs ett stort vikingaslag hållits, troligtvis Slaget vid Helgeå.
På 1800-talet upprättades en planteckning över området av Mandelgren, där åtta skeppssättningar i storleksordningen 20 till 30 meter har avbildats.

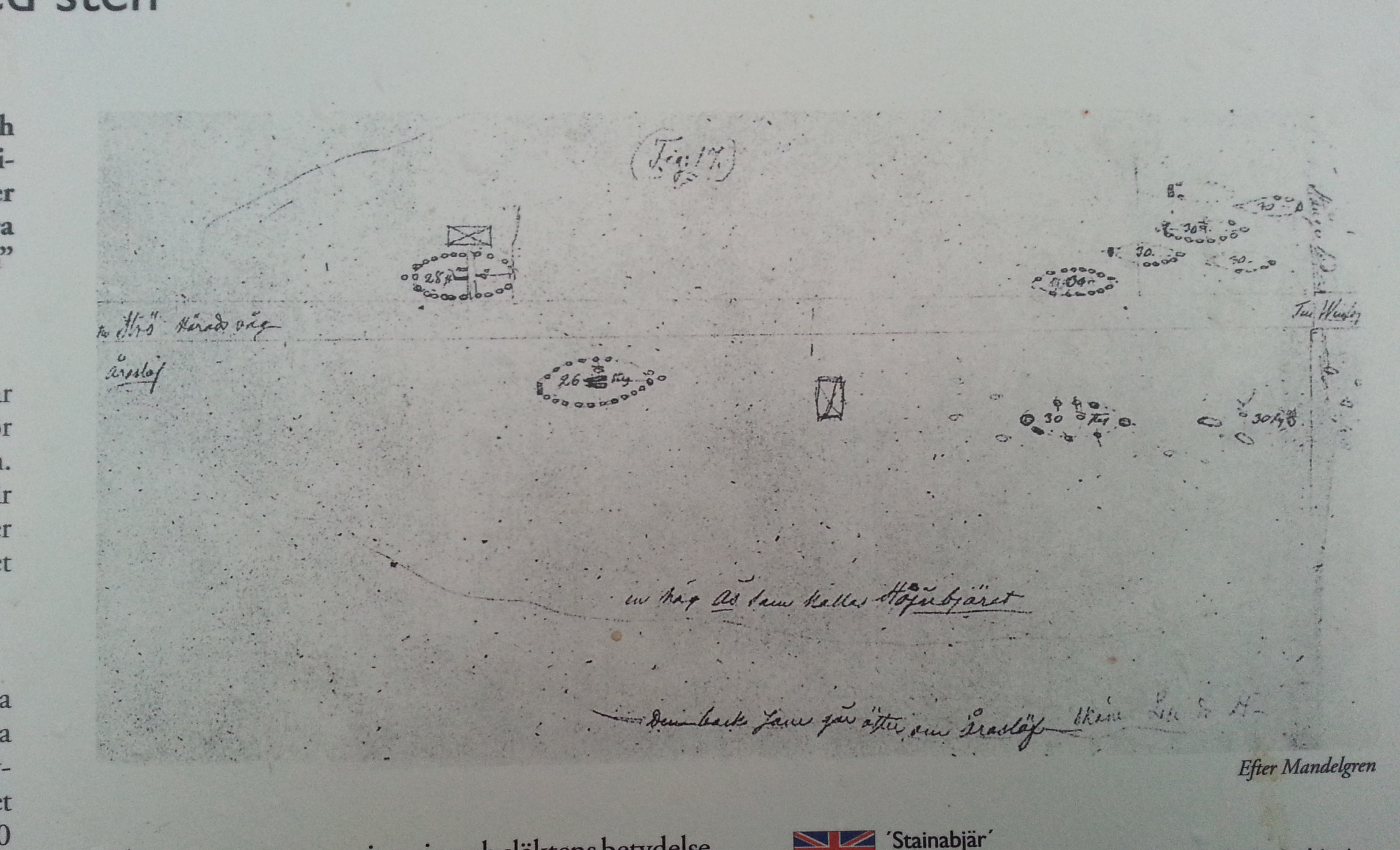
Steinabjär enligt Nils Månsson Mandelgren

Området har tyvärr blivit illa åtgånget då traktens befolkning bl.a. har använt det som stenbrott/ hämtat stenar. Intill gravfältet ligger en gravplats från yngre stenåldern, "Bröt-Anunds grav", vilket visar på att trakten bebotts under väldigt lång tid, åtminstone 5000 år. Det är med största sannolikhet dock inte den verkliga gravplatsen för Anund.
Under 1920-talet gjordes ett par mindre fynd i samband med en mindre utgrävning i anslutning till restaureringen, bl.a. en glaspärla.
2014 gjordes även en arkeologisk förundersökning av området i samband med fibergrävning, av arkeolog Ylva Wickberg .
Vid fornlämningsplatsen finns informationstavlor uppsatta på svenska, engelska och tyska.